# عمار بن لزعر
عمار بن عبد الله بن الطاهر الأزعر القماري المدني يعرف عمومًا بـعمار بن لزعر بالمغاربية (1898 - 16 أغسطس 1969) (1316 - 3 جمادى الآخرة 1389) فقيه ومدرس مالكي جزائري من أهل القرن الرابع عشر الهجري/العشرين الميلادي. وُلد في بلدة قمار بولاية الوادي في عائلة فقيرة متدينة. بدأ بحفظ القرآن في سن مبكرة في بلدة فلياش، ولمّا بلغ الثالثة من عمره رحل مع والده إلى بلدة سيدي عقبة، حيث أتمّ حفظ القرآن. سافر إلى تونس العاصمة مشيًا على الأقدام في 1916 وانضم إلى جامع الزيتونة الكبير وتخرّج من جامعة الزيتونة ونال إجازتها في 1925. بدأ يلقي دروسه في مسقط رأسه وقد عُرِف بمنهجه الإصلاحي ومعارضته للسلطة الفرنسية. تعرض للإيذاء فترك وطنه في 1934 إلى الحجاز وأستقر بالمدينة المنورة وتصدر للتدريس رسميًا بالمسجد النبوي ومدرسة العلوم الشرعية ودار الحديث المدنية. ترك بعض المخطوطات من تآليفه وتحقيقاته وفتاويه في مكتبته التي حرقت ولم يبق منها شيء. توفي في المدينة ودفن بها. 

## سيرته
هو عمار بن عبد الله بن الطاهر بن أحمد بن محمد الأزعر الهلالي السُّوفي القماري المدني. ولد في بلدة قمار بولاية الوادي الجزائرية الفرنسية في سنة 1316 هـ/ 1898 م في عائلة فقيرة متدينة. 

### تعليمه
بدأ بحفظ القرآن في سن مبكرة وذلك في بلدة فلياش ، قرية من قرى ولاية بسكرة ، وعندما بلغ الثالثة من العمر رحل مع والده إلى بلدة سيدي عقبة بجنوب الجزائر وأتم حفظ القران هناك، ثم عاد إلى مسقط رأسه ودخل الكتّاب. ثم التحق بزاوية سيدي المولدي بتوزر في تونس، وفي العاشرة من العمر حفظ القرآن تمامًا وأتقن حفظه، وحفظ بعض المتون الفقهية أيضًا.

رحل إلى التونس العاصمة مشيًا على الأقدام وأصيب بالمشقات حتى وصل إليها في 1334 هـ/ 1916 م. انضم بجامع الزيتونة الكبير واشتغل بالتعليم ومطالعة الكتب والدروس. وأدرك علماء منهم الصادق النيفر، وأبو الحسن النجار، والزغواني المالكي، عثمان بن المكي التوزري، والطاهر بن عاشور ، محمد عبد العزيز جعيط، ومحمد بن القاضي، ومحمد الجدمي البنزرتي. وبعد اتمام دراساته في تسع سنوات، تخرّج بشهادة التطويع في سنة 1343 هـ/ 1925 م من الجامعة الزيتونة ونال الإجازة.

## تدريسه في الجزائر
رجع إلى وطنه بعد تخرجه واستقر بها وبدأ يلقي دروس بمسجد السوق العتيق وكان له دور إصلاحي وكان معارضًا مع السلطة الفرنسية. وقد درس الفقه الإسلامي والتاريخ وعلوم اللغة العربية، وأدب. وأصبح حلقته بارزة في التدريس.  

كان أحد المؤسسين لجمعية العلماء المسلمين الجزائريين ورئيسًا لشعبتها في جنوب الجزائر. واجه مشاكل عديدة في مهنته بسبب صعوبات تدريس اللغة العربية في الجزائر كمستعمرة فرنسية وقد تعرض للإيذاء من قبل المواطنين العاديون المعارضون لإتجاهه الإصلاحي.

من هذه الحوادث التي وقعت له نقلًا عن محمد الصالح بن عبد الله:
| عمار بن لزعر | أن أهل باب الشرقي كانوا أحبابًا - أي موالين - لأهل البدع والخرافات ، وكان منزل الشيخ في القج بباب الشرقي ، فكانوا كلما يمر أحدهم بمنزله يرمي الحجارة وسط فناء بيته مما أدى إلى إيذائه ، وكانت زوجته وأولاده لا يخرجون إلى وسط الفناء إلا للضرورة، وفضلًا على ذلك كانت تتحطم لهم الأواني التي يملؤون فيها الماء وهي القلل، وكان في كل يوم يخرج في حجره الحجارة التي كانوا يرمونها في منزله ، ولم يكتفوا بذلك فأطلقوا عليه أذنابهم وشعراءهم يشنونه ، ومن هولاء الشاعرة بنت حورية زوجة ولد خشخوش أمها للفوار أخت بشره، ومن ضمن فالته في الحضرة تشني في الشيخ عمار بر لزعر: على لقرع التقدودالقاري على اليهودوالله لضاربيهراه جاء واحد من تونسقاري على الطالبيهولا لفرنسويه | عمار بن لزعر |

ومن ضمن الاضطهادات التي وقعت له كذلك، نقلًا عن محمد بن الصالح أيضًا:
| عمار بن لزعر | الوشايات التي كانت ترفع من طرف المحاربين له إلى القائد الفرنسي بالوادي ، ففي إحدى المرات استدعي من طرف الضابط الفرنسي ، فذهب إليه ، وقد استقبله القائد بكل عجرفة وقال له بما معناه: لقد بلغني أنك تسب في نظام الحكم وفي فرنسا وتحرض الناس عليها...وأصدر القائد قرارًا يمنعه من الوعظ والإرشاد والدرس وحلقات الذكر في المسجد، وهدده في حالة مخالفته للأمر بسجنه في سجن برج فطمية وهو سجن المعتقلين السياسيين قرب حاسي مسعود بالصحراء، ولما خرج الشيخ عمار من مكتب القائد كانت عيون الأعدا له خارج المكتب، وسأله صديقه ماذا قال لك الضابط؟ فقال: قال: إذهب درّس على نفسك لا يمنعك أحد، فبدت الخيبة على وجوه المحاربين له، وذهب ودرّس بعد صلاة المغرب من نفس اليوم في السمجد العتيق "الطلبة" بالسوق العتيق، وهذه الحادثة تدل على فطنة الشيخ وذكائه وسرعة بداهته." | عمار بن لزعر |

اتخذ من مسجد الطُّلبَة ومنزله مركزًا للتدريس الإسلامي، حتى أشهتر مرة ثانية، وكان يدرس التفسير والحديث والفقه المالكي وأصوله والعلوم القرآنية والعربية والأدبية.

## هجرته إلى الحجاز
وفي عام 1352 هـ/1933 م ترك عمار لزعر مسقط رأسه لزيارة البقاع المقدسة في الشام والحجاز، وأداء فريضة الحج، وبعد حجّه رجع إلى قمار، ثم في عام 1353 هـ/ 1934 م هاجر مع جمع غفير إلى الحجاز دائمًا واستقر في المدينة المنورة. 

### تدريسه في المدينة
وفي المدينة المنورة استقبله العلماء ورحبوا به،‌ فرشحوه مدرسًا رسميًا بتاريخ 1 محرم 1366/ 24 نوفمبر 1946 وبدأ يدرس بالمسجد النبوي. من أشهر تلاميذه محمد بن علي الحركان ، وعمر فلاته ، وعطية محمد سالم، وعبد الله الخربوش، وحمزة محمد قاسم. 

اشتغل بالتدريس في مدرسة العلوم الشرعية بالقسم العالي أيضًا. ودرس بها ما يقارب من عشرين سنة، الحديث وعلوم القرآن والعربية، ثم عيّن مدرسًا بدار الحديث بالمدينة المنورة كذلك.

## وفاته
توفي عمار بن لزعر في 3 جمادى الآخرة 1389/ 16 أغسطس 1969 وهو في الثالثة والسبعين من العمر، في المدينة.

## مكتبته
لقد ترك مكتبة قيمة ضحمة وترك بعض المخطوطات من تآليفه وتحقيقاته وفتاويه، ولكن هذه المكتبة حرقت ولم يبق منها شيء. ومع ذلك، يؤكد مصدرًا أنها من ضمن المكتبات الوقفية بالمدينة . 

## وصلات خارجية
- «الشيخ عمار بن الأزعر وجهوده الدعوية» لعبد الفتاح بن عمر